# 해2도
해2도는 전라남도 보성군 벌교읍 장도리에 있는 섬이다. 2011년 7월 13일 환경부장관이 특정도서로 지정·고시하였다.

## 특정도서
해2도에는 멸종위기야생동물 Ⅱ급인 검은머리물떼새가 서식하고 있고, IUCN Red List 취약종(VU)인 섬개개비 번식 가능성이 높아 독도 등 도서지역의 생태계보전에 관한 특별법에 의거 특정도서로 지정되었다.
- 지정일자 : 2011년 7월 13일
- 지정번호 : 제179호
- 면적 : 1,738m2
- 지번 : 전라남도 보성군 벌교읍 장도리 산231